# Henri de La Rochejaquelein
Henri du Vergier, conte de La Rochejaquelein (Châtillon-sur-Sèvre, 30 agosto 1772 – Nuaillé, 28 gennaio 1794) è stato un generale francese controrivoluzionario proveniente dalla Vandea.
Più giovane sostenitore della monarchia assoluta dei Borbone-Francia, combatté le guerre di Vandea con il grado di generale dell'esercito cattolico e reale.
Trovò la morte in battaglia a 21 anni nei dintorni di Nuaillé, in Maine e Loira.

## Biografia
Nacque a Château de la Durbellière, vicino a Châtillon-sur-Sèvre, e frequentò la scuola militare di Sorèze. Ufficiale della guardia costituzionale del re Luigi XVI, la rivoluzione francese scoppiò quando lui aveva sedici anni: scelse di non seguire la famiglia, che stava emigrando dalla Francia, perché credeva di poter difendere il palazzo delle Tuileries, quando questo venne attaccato il 10 agosto 1792.
Tornato nella sua regione dopo la sconfitta, ricevette la chiamata alle armi dovuta all'introduzione della leva obbligatoria che la neonata repubblica adottò per far fronte alle cosiddette guerre rivoluzionarie francesi, ma disertò e si unì all'amico e cugino Louis Marie de Lescure che nel Poitou, la sua regione, stava radunando degli insorti realisti.
Prese parte alle guerre di Vandea scoppiate il 13 marzo 1793: alla testa di qualche migliaio di contadini vandeani ottenne la sua prima vittoria sull'esercito repubblicano il 13 aprile successivo a Les Aubiers, e prima della battaglia incitò i suoi uomini con una frase divenuta poi famosa:
(Henri de La Rochejaquelein)

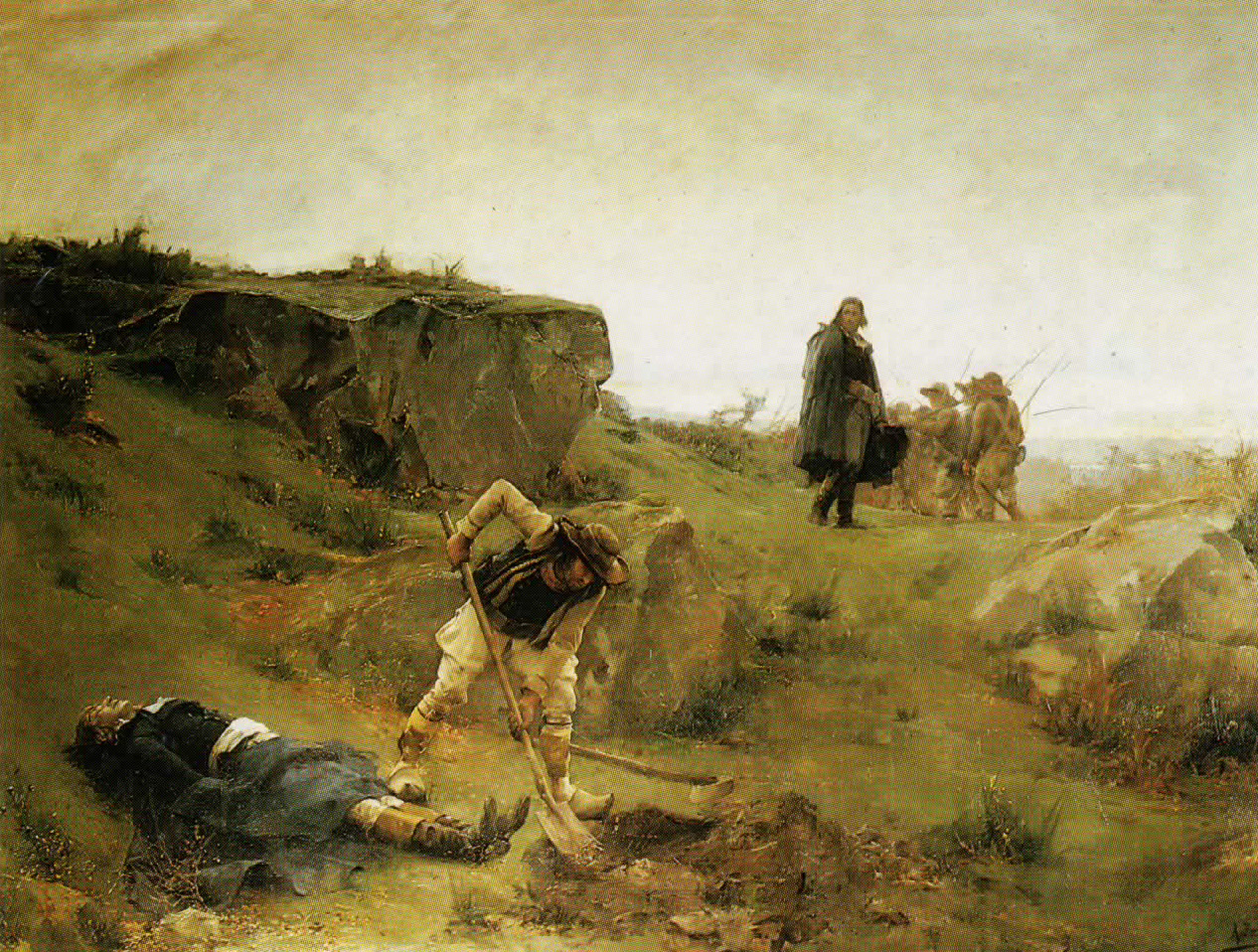
La Rochejaquelein viene seppellito.

Il 20 ottobre fu scelto come "Generalissimo" dell'esercito cattolico e reale sostituendo Maurice d'Elbée, rimasto gravemente ferito nella seconda battaglia di Cholet a cui lo stesso La Rochejaquelein aveva preso parte.
Tuttavia il suo coraggio non compensò la sua mancanza di esperienza e di abilità strategica: marciò su Granville, prese Avranches il 12 novembre, ma non riuscì a tenere Granville e si ritirò ad Angers per attraversare la Loira. Le truppe di Marceau, Kléber e Westermann lo inseguirono, sconfiggendolo una prima volta a Le Mans il 12 dicembre e definitivamente il 23 successivo a Savenay. Riuscì a portare il resto del suo esercito oltre la Loira e provò a continuare una guerriglia contro i repubblicani.
Il 4 gennaio si mise in marcia per Nuaillé, vicino a Cholet (Maine e Loira), per comandare quella che risultò essere la sua ultima spedizione. Verso la fine del mese, la guarnigione repubblicana di Cholet era uscita dalla città per incendiarla e La Rochejaquelein decise allora di attaccarla prima che questa appiccasse il fuoco. L'attacco avvenne il 28 gennaio 1794: circondati dai vandeani molti repubblicani morirono, anche a causa dell'incendio che questi erano riusciti ad appiccare, mentre altri andarono incontro al generalissimo per arrendersi.
Il generale vide poi due granatieri in fuga, così salì a cavallo e, insieme ad altri suoi ufficiali, li inseguì con lo scopo di catturarli per poi interrogarli. Uno dei due granatieri si fermò nascondendosi dietro un cespuglio, mentre l'altro continuava a scappare in modo da fare da esca: il soldato nascosto puntò quindi l'arma su uno dei cavalieri che inseguivano il suo compagno, ma La Rochejaquelein lo vide e si lanciò su di lui per bloccarlo; a questo punto il soldato repubblicano, accortosi del generale avversario, gli sparò in fronte, uccidendolo sul colpo. Gli altri ufficiali di La Rochejaquelein, che avevano ucciso il granatiere fuggiasco, accortisi che l'altro repubblicano aveva ucciso il loro generale si lanciarono su di lui, massacrandolo.

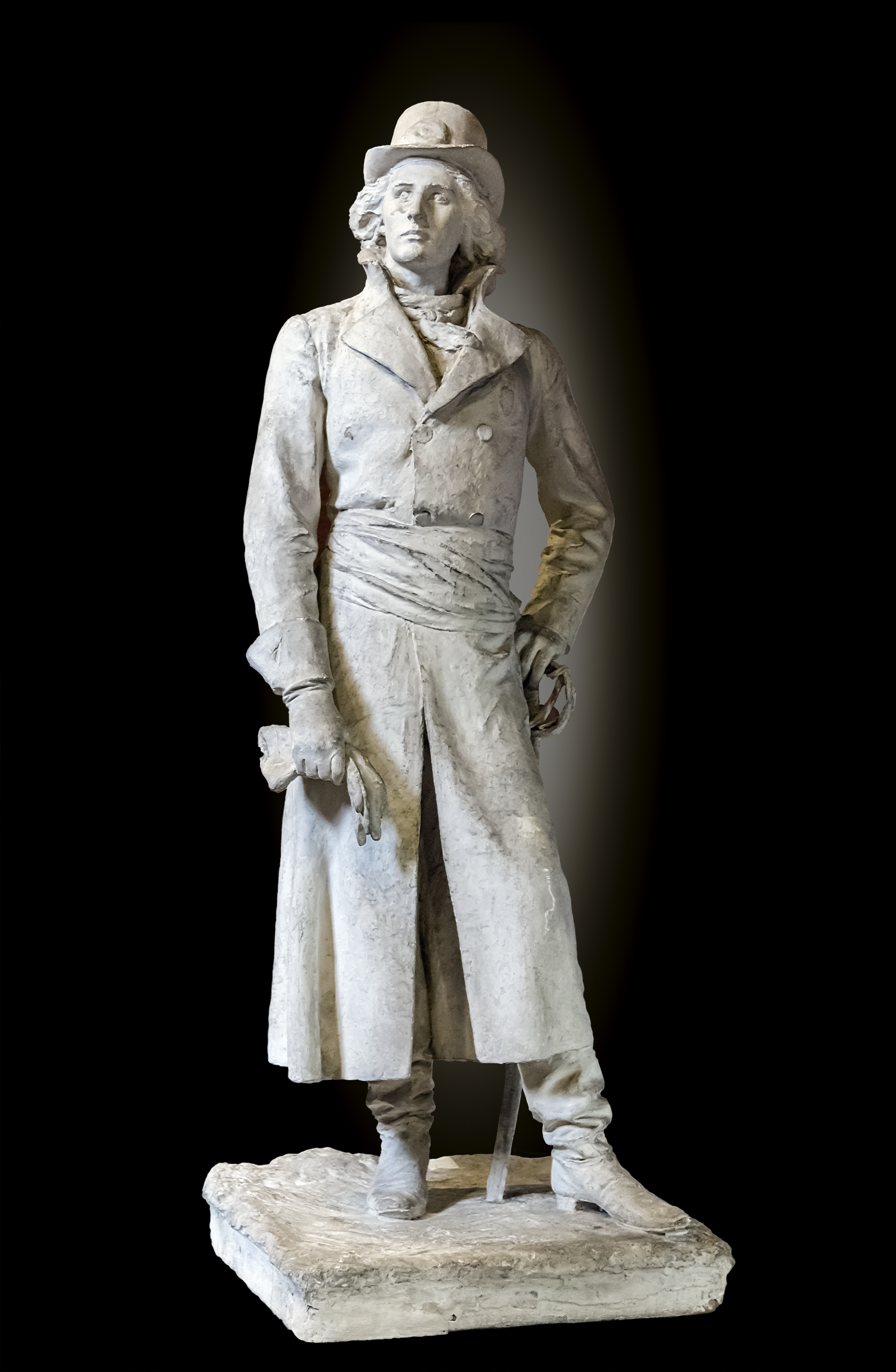
Statua realizzata nel 1895 da Alexandre Falguière.

Il corpo di La Rochejaquelein fu seppellito nello stesso posto in cui venne raggiunto da un colpo mortale. Affinché il suo cadavere non venisse identificato e non venisse profanato dai repubblicani, come accadde a Bonchamps, il suo amico Jean Nicolas Stofflet gli cambiò gli abiti e gli tagliò il viso a colpi di sciabola e singhiozzando disse: «ho perso ciò che avevo più di caro al mondo». Fu riesumato più tardi dopo che un mezzadro indicò il luogo di sepoltura provvisoria, e fu deposto nella chiesa di Saint Aubin di Baubigné nella regione delle Deux-Sèvres, insieme ai suoi due fratelli Louis e Auguste du Vergier de La Rochejaquelein.